# Sachebu
Sachebu (auch Sachbu, ägyptisch S3ẖbw oder Sẖb) war ein altägyptischer Ort am südlichen Westrand des Nildeltas, der vor allem durch den Papyrus Westcar bekannt ist.

## Geografische Lage
Die Lage von Sachebu wird bei Zat el-Kom vermutet, etwa 5,5 km nordwestlich von Letopolis (heute Ausim) im 2. unterägyptischen Gau (Letopolites). Der Ort lag am Zweifischekanal, einem Verbindungskanal zwischen der Nilgabelung am Mohammed-Ali-Staudamm und dem Süd-Nord-Kanal am westlichen Wüstenrand, dem „Großen Kanal“. Reste dieses Kanals sind heute noch sichtbar.

## Schriftliche Erwähnungen
Sachebu spielt eine wichtige Rolle in den Erzählungen des Papyrus Westcar. In diesem Papyrus wird Sachebu als Kultort des Re und als Wohnort eines Priesters erwähnt, dessen Gemahlin die ersten drei Könige der 5. Dynastie gebärt haben soll.
Im Laufe der Jahre sind zahlreiche Belege für Sachebu aufgetaucht, die vom Alten Reich bis in die Zeit Trajans reichen, was auf eine lange Besiedlung und Nutzung des Ortes hinweist.

## Religion und Kult
Der Hauptgott von Sachebu war Re, der oft auch als Horus-Re verehrt wurde, dargestellt als stehender falkenköpfiger Mann mit einer Sonnenscheibe. Auch Harpokrates wird als Gottheit des Ortes erwähnt. Der Kult in Sachebu scheint durch eine Personalunion von Priestern mit Memphis verbunden gewesen zu sein, das über den Wüstenrandkanal leicht zu erreichen war.
Zur Zeit des Neuen Reiches sind Arbeiten von Thutmosis III. am Tempel des Horus-Re bezeugt.
In ptolemäischer Zeit ist das Amt einer Gottesgemahlin belegt sowie die Verehrung eines „göttlichen Kindes mit Wärter“. Diese Aspekte deuten darauf hin, dass die im Papyrus Westcar erwähnte Theogamie, also die göttliche Ehe, in der Kultpraxis von Sachebu eine besondere Rolle spielte.